# Drumfearn
Drumfearn (Schots-Gaelisch: An Druim Fheàrna) is een dorp op het eiland Skye in de Schotse lieutenancy Ross and Cromarty in het raadsgebied Highland.